# Емброс (1921 – 1962)
Вижте пояснителната страница за други значения на Емброс.
„Емброс“ (на гръцки: «Εμπρός», в превод Напред) е гръцки вестник, издаван в град Лерин (Флорина), Гърция от 1921 година до 1962 година.

## История
Вестникът започва да излиза в 1921 година. Негов издател е бъдещият кмет на Лерин Панделис Папатанасиу. Вестникът е първият опит да се създаде ежедневник в Западна Македония, но само след три броя като ежедневник става седмичник. Вестникът спира да излиза на следната 1922 година, но е възобновен в периода 1928-1929 година, както и за трети път след Втората световна война в периода 1960-1962 година.